# Athiel Mbaha
Athiel Mbaha (ur. 5 grudnia 1976 w Windhuku) – namibijski piłkarz grający na pozycji bramkarza.

## Kariera klubowa
Karierę piłkarską Mbaha rozpoczął w klubie African Stars. W 1996 roku zadebiutował w jego barwach w namibijskiej Premier League. W 2003 roku odszedł do Blue Waters Walvis Bay i w 2004 roku został z nim mistrzem Namibii. W Blue Waters grał do lata 2006 i wtedy też odszedł do południowoafrykańskiego zespołu Black Leopards FC. W 2007 roku znów zmienił klub i trafił do Orlando Pirates Windhuk. W 2008 roku wywalczył z nim swoje drugie mistrzostwo kraju w karierze. W sezonie 2008/2009 pełnił rolę rezerwowego bramkarza w Maritzburgu United, grającym w pierwszej lidze RPA. Następnie grał w Orlando Pirates (2009-2010), Ramblers Windhuk (2010-2012), United Africa Tigers (2012-2013) i African Stars (2013-2017).

## Kariera reprezentacyjna
W reprezentacji Namibii Mbaha zadebiutował w 2005 roku. W 2008 roku w Pucharze Narodów Afryki 2008 rozegrał 2 spotkania: z Ghaną (0:1) i z Gwineą (1:1). Od 2005 do 2014 rozegrał w niej 36 meczów.